# Diecezja Moroto
Diecezja Moroto – diecezja rzymskokatolicka w Ugandzie. Powstała w 1965 .

## Bisdkupi diecezjalni
- Bp Damiano Giulio Guzzetti MCCJ (od 2014)
- Bp Henry Ssentongo (1992 – 2014)
- Bp Paul Lokiru Kalanda (1980 – 1991)
- Bp Sisto Mazzoldi, MCCJ (1967– 1980)